# Dijana Šefčić
Dijana Šefčić je srbijanska državna reprezentativka u atletici. Rodom je iz zajednice vojvođanskih Hrvata.
Dvostruka je prvakinja Srbije u bacanju kugle, 2012. i na prvenstvu održanom u Srijemskoj Mitrovici 2013. godine. Natjecala se na Kupu Europe 2013. godine u litavskom Kaunasu. 
Članica je subotičkog Spartaka. 